# NGC 365
NGC 365 è una galassia a spirale barrata situata nella costellazione dello Scultore.
Fu scoperta il 25 novembre 1834 da John Herschel.